# 田中杏里
田中 杏里（たなか あんり、1991年4月25日 - ）は、日本のタレント、アイドル。東京都出身、埼玉県在住。

## 略歴
2004年
- ハロプロ エッグ オーディション2004に合格する（田中以外のフットサル研修生は是永美記、川島幸、武藤水華）。
- 11月14日、Hello! Project SPORTS FESTIVAL 2004豊田大会におけるガッタスユース紅白戦で初お披露目。チームはブルー。試合は1-0で勝利。
- 12月5日、Hello! Project SPORTS FESTIVAL 2004さいたま大会でのガッタスユース紅白戦に参加。チームはブルー。ゴレイロ須藤茉麻から出たボールを取ると、カウンターで飛び出し、相手のゴレイロ嗣永桃子との1対1を決めて先制ゴールを奪った。試合は1-1のドロー。
- 12月25日、同日発売のムック本「Sals2」に於いて他のフットサル研修生と共に氏名・生年月日等のプロフィールが公表された。

2005年
- 1月、Hello!Projectコンサートツアーの東京公演にバックダンサーとして登場。フットサル以外でのお披露目は初。後日発売された同コンサートの写真集にハロプロエッグ20人の名前がローマ字表記されている。
- 3月、Gatas Brilhantes H.P.の練習に参加。

2006年
- 2月、ガッタスユースがリトルガッタスに改名。
- 3月19日、Hello! Project SPORTS FESTIVAL 2006さいたま大会でFANTASISTAと対戦。攻守の基点となって活躍したが、0-2で敗戦。
- 5月16日 - ハロー!プロジェクトオフィシャルショップに於いて、武藤水華と共に初めて公式写真が発売された（リトルガッタスとして）。
- 7月、カントリー娘。とリトルガッタスの混成チーム「MIX GATAS」ですかいらーくグループリーグinお台場冒険王“真夏の女王決定戦”に参加する事が発表された際、リトルガッタスを離脱したことが発表された。
- 8月11日に発売されたSals5において、学業専念のため、芸能活動を休止していることが明らかになった。しかし、レッスンには参加していたようで、同じハロプロエッグの能登有沙のブログに名前と写真が掲載されたこともあった。

2010年
- 4月　東京女子大学に入学。英語文学文化専攻[3]。

2011年
- 3月8日、まくびープロに所属しオフィシャルブログを開始。

2012年
- 5月18日、3月8日付でまくびープロを卒業し、フリーで活動を始めたことをブログで発表。
- 10月20日、「埼玉県ご当地アイドルプロジェクト」のオーディションに合格する[4]。

2020年
- 2児の母になる。(一男・一女)

## 人物
- ハロー!プロジェクトが主催するフットサルチーム：LITTLE GATASの元プレーヤー。背番号は16（2006年7月まで。）。元ハロプロエッグ・フットサル研修生の一人。ハロプロエッグ当時の公式ニックネームは「アンちゃん」。
- 趣味は料理、ファッション、ぶらり旅、良い香りの物を集めること[2]。
- ハロプロエッグ加入以前に、モグモグGOMBOに出演したことがある。
- 以前はムーン・ザ・チャイルドに所属していた[5]。

## 出演

### コンサート
- Hello! Project 2005 夏の歌謡ショー〜'05 セレクション!コレクション!〜（2005年7月23日・24日、代々木第一体育館） - バックダンサー
- 第一回 ハロー!プロジェクト新人公演 〜さるの刻〜／〜とりの刻〜（2007年5月13日、渋谷C.C.Lemonホール）
- 2007 ハロー!プロジェクト新人公演11月 〜品川で会いましょう〜（2007年11月23日、品川ステラボール）
- 2008 ハロー!プロジェクト新人公演3月 〜キラメキの横浜 〜（2008年3月29日、横浜BLITZ）
- ハロプロエッグデリバリーステーション!04（2008年5月25日、サンストリート亀戸）
- 2008 ハロー!プロジェクト新人公演6月 〜赤坂HOP!〜（2008年6月22日、赤坂BLITZ）
- 2008 ハロー!プロジェクト新人公演9月 〜芝公園STEP!〜（2008年9月23日、メルパルクホール）
- 2008 ハロー!プロジェクト新人公演11月 〜横浜JUMP!〜（2008年11月24日、横浜BLITZ）
- 2009 ハロー!プロジェクト新人公演4月 〜横浜HOP!〜（2009年4月4日・5日、横浜BLITZ）
- 2010 ハロー!プロジェクト新人公演3月 〜横浜GOLD!〜（2010年3月27日、横浜BLITZ）[6]
- 2010 ハロー!プロジェクト新人公演6月 〜横浜HOP!〜（2010年6月5日、横浜BLITZ）[7]